# Apt.
Apt. (abbreviazione di Apartment) è un singolo della cantautrice neozelandese-sudcoreana Rosé e del cantante statunitense Bruno Mars, pubblicato il 17 ottobre 2024 come primo estratto dal primo album in studio di Rosé Rosie.

## Pubblicazione
Il 29 dicembre 2023, Rosé ha annunciato il suo passaggio dalla YG alla Black Label e con l'Atlantic per le sue attività soliste, rimanendo però con la YG per continuare come membro delle Blackpink. Prima di cambiare agenzia, Park aveva pubblicato il singolo, R nel marzo 2021. Il 16 ottobre, Rosé ha pubblicato su Instagram una polaroid in cui era seduta accanto a Mars, rivelando di avergli insegnato un gioco coreano alcolico. Mars, nello stesso periodo, ha condiviso una storia su Instagram accennando a un possibile nuovo progetto musicale con Rosé. In seguito, Rosé ha annunciato l'uscita del singolo tramite i suoi profili social, pubblicandone la copertina. L'immagine mostra Bruno Mars seduto alla batteria e Rosé sdraiata davanti a lui, con indosso una giacca e una gonna di pelle su uno sfondo completamente rosa.

## Descrizione
Sesta traccia dell'album, la canzone è stata prodotta dallo stesso Mars insieme a Cirkut, Omer Fedi e Rogét Chahayed e utilizza un sample del brano Mickey della cantante Toni Basil del 1982. Il brano è un uptempo pop punk e pop rock con influenze elettropop e new wave, che trae sia il titolo che il ritornello dal gioco di bevute sudcoreano denominato Apartment.

## Promozione
Rosé e Mars hanno eseguito Apt. dal vivo per la prima volta alla 26ª edizione dei MAMA Awards ad Osaka, il 22 novembre 2024. Successivamente, Rosé ha interpretato il brano insieme a Lee Young-ji nel programma The Seasons: Lee Young-ji's Rainbow, durante l'episodio trasmesso il 29 novembre. Il 3 dicembre, ha eseguito la canzone insieme ad una cover di Last Christmas degli Wham! al Christmas Live Lounge 2024 su BBC Radio 1. L'11 dicembre 2024 Rosé si è esibita in un medley della canzone e di Toxic Till the End al Tonight Show, condotto da Jimmy Fallon.
Il 23 gennaio 2025, Rosé ha cantato Stay a Little Longer, Toxic Till the End e Apt., durante il Gala des Pièces Jaunes 2025 tenutosi alla Paris La Défense Arena. Successivamente, il 26 gennaio, si è esibita come ospite speciale al festival musicale giapponese GMO Sonic 2025, tenuto presso la Saitama Super Arena, con un set di sei canzoni che si è concluso con Apt..

## Accoglienza
Apt. ha ricevuto ampi consensi dalla critica, ed è stato incluso in numerose liste di fine anno curate da critici. Riconosciuto come un fenomeno culturale, il brano è stato definito da Forbes come la canzone K-pop più acclamata del 2024. Rhian Daly di NME ha assegnato ad Apt. il massimo dei voti, cinque stelle su cinque, definendolo «un brano luminoso e travolgente, carico di energia giocosa, dal suo battito pop rock incalzante al suo ritornello cantato e irresistibile». Irene Kim di Vogue ha elogiato il pezzo, sottolineando l'armonia vocale tra Rosé e Bruno Mars e descrivendolo come «una delizia pop punk» che «farà cantare i fan a squarciagola». Paper l'ha definito «un brano pop rock irriverente e scatenato» accompagnato da un video «irresistibilmente divertente, in stile The Ting Tings». Billboard ha inserito la canzone nella lista dei brani imperdibili della settimana, lodandola come «una raffinata creazione pop piena di ritornelli da battere le mani a tempo».
Anche i critici sudcoreani hanno elogiato la canzone, notando la sua melodia accattivante e il concept innovativo. Il critico musicale Jeong Min-jae ha sottolineato il ritornello ripetitivo, evidenziandone l'attrattiva per gli ascoltatori stranieri grazie alla sua facile pronuncia e al suo ritmo divertente. Jeong ha messo in evidenza l'effetto trascinante del brano e il suo stile pop punk rock, che si adatta bene alle tendenze musicali attuali, suggerendo che questo potrebbe contribuire a elevare la credibilità musicale del K-pop al di là del semplice successo commerciale. Park Seon-min, critico culturale e professore presso la Kyung Hee University, attribuisce la popolarità internazionale di Apt. ai suoi testi orecchiabili, al tema del gioco alcolico e al fascino delle due star. Ha osservato che la melodia accattivante, i colori vivaci e il concept relazionabile rendono il brano coinvolgente e di facile fruizione per il pubblico. Nel frattempo, il noto critico musicale Jeong Won-seok ha commentato che il brano in sé non sembra innovativo, richiamando alla mente pezzi come Mickey e That's Not My Name dei Ting Tings. Tuttavia, lo ha elogiato per l'introduzione di uno stile raro nella scena K-pop recente, definendolo «un pop ben realizzato» che si distingue dalla solita produzione pop in lingua inglese.

### Altre reazioni
Il critico Lim Hee-yoon ha osservato che la canzone trasforma il linguaggio quotidiano coreano in un meme globale, seguendo le orme di brani come Gentleman di Psy o Daechwita di Suga, grazie a pronunce uniche poco comuni in Occidente. Lim ha paragonato il pezzo ad Hangover sempre di Psy insieme a Snoop Dogg, sottolineando come rifletta l'influenza globale degli artisti coreani. Ha descritto la canzone come caratterizzata da un forte hook, un'atmosfera anni ottanta e una progressione melodica che richiama la musica delle band moderne. Kim Do-heon, critico musicale pop, ha enfatizzato l'attrattiva dell'inclusione di un gioco alcolico nel brano, osservando che, sebbene Rosé sia solitamente associata a un carisma «di alto livello», questa collaborazione rivela un lato più accessibile e vivace, che risuona positivamente tra i fan.
Il critico musicale Lim Jin-mo ha elogiato il pezzo per la sua qualità coinvolgente, definendola un elemento fondamentale nella musica pop, e ha notato come la canzone combini aspetti divertenti della cultura coreana con l'appeal globale di Bruno Mars. Ha descritto il brano come una riuscita fusione glocal, un termine che unisce influenze globali e locali. Durante una trasmissione su YTN Radio, il critico musicale pop Lee Dae-hwa ha lodato l'hook accattivante della canzone, paragonandolo a brani iconici come Crazy di Son Dam-bi e Gee delle Girls' Generation. Ha sottolineato l’importanza di hook brevi e ripetitivi nella musica popolare, specialmente nei pezzi dance. Secondo Dae-hwa, gli elementi facilmente riconoscibili e l'inclusione di un gioco alcolico coreano nel video musicale hanno suscitato interesse internazionale verso la cultura coreana. Ha inoltre paragonato Apt. a Gangnam Style di Psy, notando che entrambi sfruttano elementi culturali per un successo virale, ma che Apt. si distingue per la sua melodia orecchiabile e la rilevanza contemporanea.
Il critico culturale Jeong Deok-hyeon ha osservato che il K-pop, a livello internazionale, è percepito come leader di una subcultura piuttosto che mainstream. Ha elogiato il brano per il suo uso strategico di elementi coreani, come la ripetizione della parola apartment e una scena del video musicale in cui Mars sventola la bandiera sudcoreana, il Taegeukgi, che risuona con il sentimento di «trionfo della minoranza» caro ai fan del K-pop.
Kim Kyo-seok, ha osservato che Apt. è consumata principalmente come contenuto breve guidato dai meme, riflettendo l'attuale era dei meme. Ha aggiunto che il gesto di Mars che sventola il Taegeukgi e grida geonbae (cin cin) è un simbolo potente del fascino globale della cultura coreana. Il professor Seo Kyung-deok dell'Università femminile di Sungshin ha elogiato la canzone per la sua capacità di promuovere la cultura coreana a livello globale. Ha evidenziato momenti del video musicale, come Mars che grida geonbae e Rosé che canta, notando come oggetti coreani, come il somaek (una delle tradizioni alcoliche rappresentative della Corea), vengano introdotti a un pubblico internazionale, alimentando l'interesse globale verso la cultura coreana. Similmente, il critico culturale Chung Deok-hyun ha sottolineato come la canzone rappresenti una fusione tra cultura coreana e musica pop, con produttori americani che ne aggiungono l'appeal globale. Ha definito il brano una pietra miliare per il K-pop, dimostrando come artisti come Rosé possano connettere il K-pop al mercato musicale mondiale.
L'autore giapponese e professore dell'Università degli Studi Esteri di Tokyo, Hideki Noma, ha evidenziato l'unicità del brano, definendolo una «vittoria del plurilinguismo» grazie alla fusione di inglese, coreano, pop occidentale e slogan dei giochi coreani. In un'intervista con l'The Hankook Ilbo, ha lodato la capacità del pezzo di amplificare il fascino linguistico mischiando inglese e coreano senza fare affidamento su narrazioni tradizionali. Ha anche notato che le ripetizioni delle consonanti aspirate coreane "ㅍ" (p) e "ㅌ" (t) aggiungono ritmo e fascino alla parola apartment.

## Video musicale
Il video, co-diretto da Mars e da Daniel Ramos, è stato reso disponibile in concomitanza con l'uscita del brano attraverso il canale YouTube di Rosé. Nella clip, Rosé e Mars si esibiscono in una performance che richiama lo stile garage band, alternandosi tra batteria e voce, indossando giacche di pelle nera abbinate su un set completamente rosa. È stato il quinto video più veloce di sempre a superare il miliardo di visualizzazione sulla piattaforma (105 giorni).

## Tracce
Testi e musiche di Roseanne Park, Amy Allen, Christopher Brody Brown, Rogét Chahayed, Omer Fedi, Philip Lawrence, Peter Hernandez, Theron Thomas, Henry Walter, Michael Chapman e Nicholas Chinn.
1. Apt. – 2:49

## Formazione
- Rosé – voce
- Bruno Mars – voce
- Omar Fedi – produzione, chitarra, sintetizzatore
- Cirkut – produzione
- Rogét Chahayed – produzione
- Julian Vasquez – ingegneria del suono
- Charles Moniz – ingegneria del suono
- Alex Resoagli – assistenza all'ingegneria del suono
- Robert Palma – assistenza all'ingegneria del suono
- Șerban Ghenea – missaggio
- Bryce Bordone – assistenza al missaggio
- Chris Gehringer – mastering

## Successo commerciale
Apt. ha accumulato un miliardo di stream a livello globale nel corso dell'anno, risultando la 17ª hit più venduta secondo l'International Federation of the Phonographic Industry.

## Classifiche

### Classifiche settimanali
| Classifica (2024-25) | Posizione massima |
| -------------------- | ----------------- |
| Arabia Saudita       | 2                 |
| Argentina            | 14                |
| Australia            | 1                 |
| Austria              | 1                 |
| Belgio (Fiandre)     | 1                 |
| Belgio (Vallonia)    | 1                 |
| Bielorussia          | 2                 |
| Bolivia              | 4                 |
| Brasile              | 7                 |
| Bulgaria             | 1                 |
| Canada               | 1                 |
| Cile                 | 8                 |
| Colombia             | 22                |
| Corea del Sud        | 1                 |
| Costa Rica           | 9                 |
| Croazia              | 13                |
| Danimarca            | 6                 |
| Ecuador              | 14                |
| Egitto               | 6                 |
| Emirati Arabi Uniti  | 1                 |
| Estonia              | 1                 |
| Filippine            | 1                 |
| Finlandia            | 15                |
| Francia              | 2                 |
| Germania             | 1                 |
| Giappone             | 1                 |
| Grecia               | 2                 |
| Hong Kong            | 1                 |
| India                | 1                 |
| Indonesia            | 1                 |
| Irlanda              | 3                 |
| Islanda              | 2                 |
| Israele              | 5                 |
| Italia               | 8                 |
| Kazakistan           | 1                 |
| Lettonia             | 1                 |
| Libano               | 2                 |
| Lituania             | 5                 |
| Lussemburgo          | 1                 |
| Malaysia             | 1                 |
| Medio Oriente        | 1                 |
| Messico              | 24                |
| Moldavia             | 1                 |
| Nordafrica           | 4                 |
| Norvegia             | 1                 |
| Nuova Zelanda        | 1                 |
| Paesi Bassi          | 3                 |
| Perù                 | 2                 |
| Polonia              | 3                 |
| Portogallo           | 6                 |
| Regno Unito          | 2                 |
| Repubblica Ceca      | 3                 |
| Romania              | 1                 |
| Russia               | 1                 |
| Singapore            | 1                 |
| Slovacchia           | 2                 |
| Spagna               | 12                |
| Stati Uniti          | 3                 |
| Sudafrica            | 8                 |
| Svezia               | 1                 |
| Svizzera             | 1                 |
| Taiwan               | 1                 |
| Thailandia           | 10                |
| Turchia              | 10                |
| Ucraina              | 1                 |
| Ungheria             | 5                 |
| Vietnam              | 7                 |

### Classifiche di fine anno
| Classifica (2024) | Posizione |
| ----------------- | --------- |
| Australia         | 58        |
| Austria           | 61        |
| Corea del Sud     | 25        |
| Estonia           | 200       |
| Filippine         | 42        |
| Russia            | 94        |
| Svizzera          | 97        |

## Date di pubblicazione
| Paese                 | Data            | Formato                          | Etichetta             | Nota   |
| --------------------- | --------------- | -------------------------------- | --------------------- | ------ |
| Mondo                 | 17 ottobre 2024 | CD, download digitale, streaming | Black Label, Atlantic | [ 81 ] |
| Italia                | 17 ottobre 2024 | Contemporary hit radio           | Warner Italy          | [ 82 ] |
| Stati Uniti d'America | 22 ottobre 2024 | Contemporary hit radio           | Atlantic              | [ 83 ] |
| Mondo                 | marzo 2025      | 7"                               | Black Label, Atlantic | [ 84 ] |

## Riconoscimenti
- American Music Awards[85]
  - 2025 – Candidatura alla Collaborazione dell'anno

- Asia Artist Awards[86]
  - 2024 – Canzone dell'anno

- Asian Pop Music Awards
  - 2024 – Miglior collaborazione internazionale[87]
  - 2024 – Top 20 delle canzoni dell'anno[88]

- iHeartRadio Music Awards[89]
  - 2025 – Candidatura al Miglior video musicale

- Kids' Choice Awards[90]
  - 2025 – Candidatura alla Miglior collaborazione

- Korean Music Awards[91]
  - 2025 – Candidatura alla Canzone dell'anno
  - 2025 – Candidatura alla Miglior canzone K-pop

- MTV Video Music Awards[92]
  - 2025 – Candidatura al Video dell'anno
  - 2025 – Candidatura alla Canzone dell'anno
  - 2025 – Candidatura alla Miglior collaborazione
  - 2025 – Candidatura al Miglior video pop
  - 2025 – Candidatura alla Miglior regia
  - 2025 – Candidatura al Miglior montaggio
  - 2025 – Candidatura ai Migliori effetti speciali

- MTV Video Music Awards Japan[93]
  - 2024 – Miglior collaborazione internazionale

- Music Awards Japan
  - 2025 – Miglior canzone pop internazionale in Giappone[94]
  - 2025 – Candidatura alla Miglior canzone[95]

- NetEase Cloud Music Award[96]
  - 2024 – Singolo collaborativo dell'anno

## Cover
Nel dicembre 2024 l'israeliana Noa Kirel ne ha inciso una cover assieme a Shahar Tavoch.